# Wordnet
Wordnet (pol. słowosieć) – baza danych leksykalno-semantycznych języka, którego podstawę stanowią synsety, czyli zestawy synonimicznych jednostek leksykalnych, zdefiniowane poprzez miejsce w sieci wzajemnych relacji, odzwierciedlających system leksykalny danego języka. Wordnety wykorzystuje się jako jeden z zasobów do budowy systemów przetwarzania języka naturalnego.

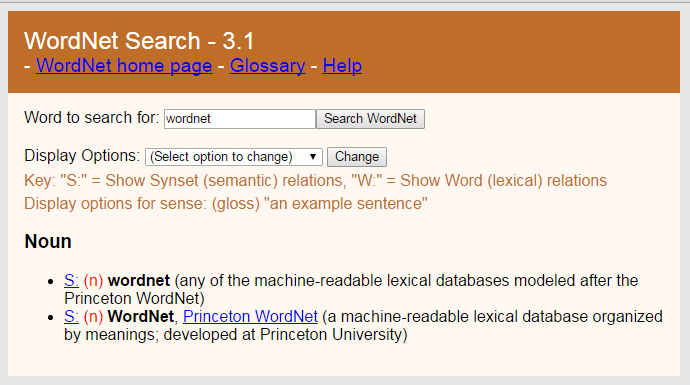
Zrzut ekranu strony WordNet hostowanej przez Uniwersytet Princeton

Pierwszy wordnet powstał w 1985 na Uniwersytecie Princeton w Stanach Zjednoczonych i finansowany był przez różne amerykańskie agencje rządowe. Obecnie istnieją podobne wordnety w ponad 200 językach, wszystkie połączone z Princeton WordNet. Polskim wordnetem, rozwijanym od 2005 roku, jest Słowosieć, powstająca na Politechnice Wrocławskiej w ramach CLARIN-PL.